# XIX arrondissement di Parigi
Il XIX arrondissement di Parigi si trova al limite nord-est della città, al confine coi comuni di Aubervilliers, Pantin e Le Pré-Saint-Gervais. La zona è attraversata dal canale dell'Ourcq e dal canal Saint-Denis.

## Dati

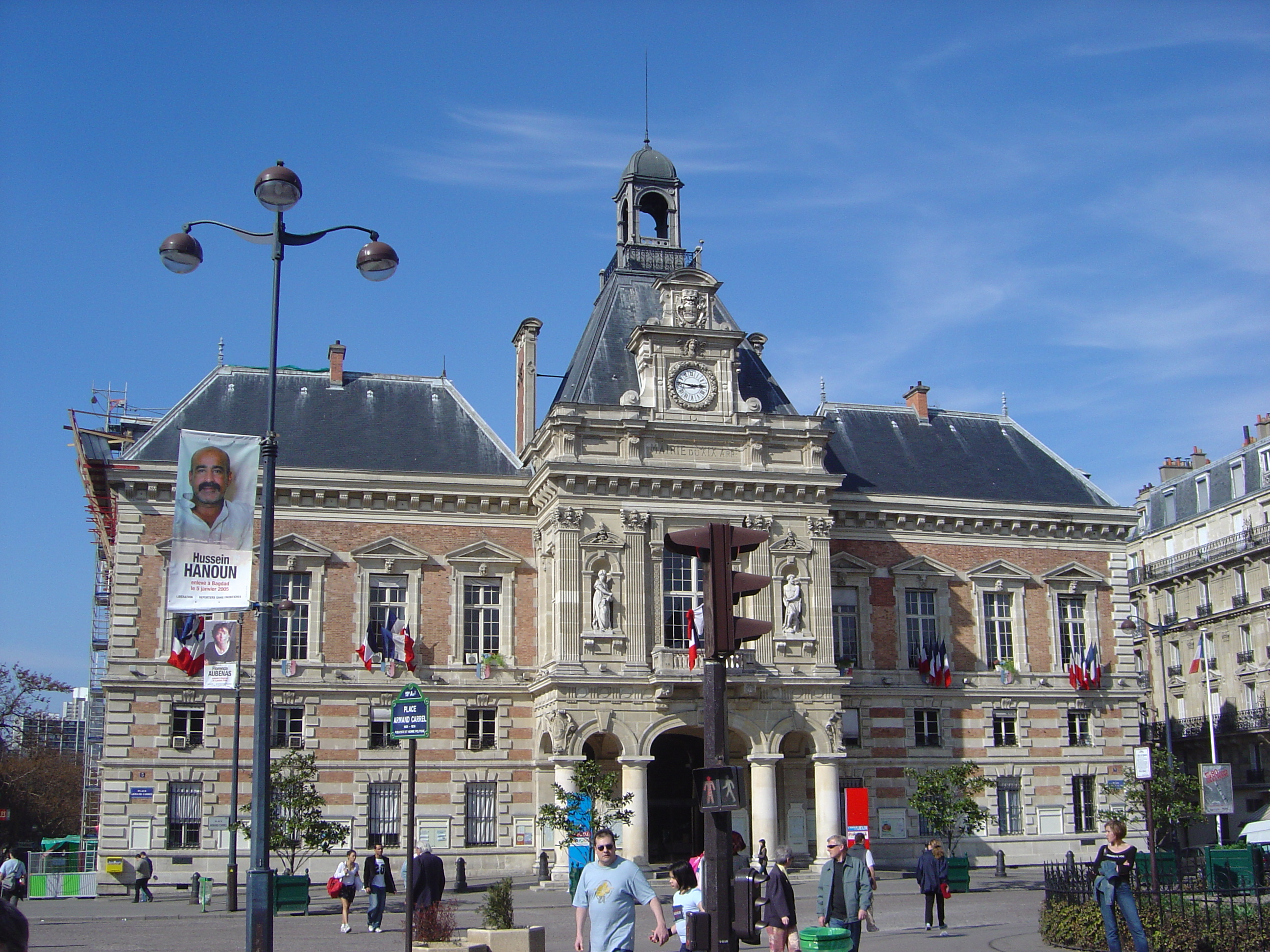
Il municipio dell'arrondissement, vicino al Parc des Buttes-Chaumont

| Anno                        | Abitanti | Densità di popolazione (ab./km2) |
| --------------------------- | -------- | -------------------------------- |
| 1962                        | 159 568  | 23 514                           |
| 1968                        | 148 862  | 21 937                           |
| 1975                        | 144 357  | 21 273                           |
| 1982                        | 162 649  | 23 968                           |
| 1990                        | 165 062  | 24 324                           |
| 1999                        | 172 730  | 25 454                           |
| 2006 (picco di popolazione) | 186 180  | 27 420                           |

## Luoghi d'interesse
- Parco de la Villette
- Cité des sciences et de l'industrie
- Parc des Buttes-Chaumont
- Regard de la Lanterne
- Chiesa di San Giovanni Battista a Belleville

## Quartieri
- Quartier de la Villette
- Quartier du Pont-de-Flandre
- Quartier d'Amérique
- Quartier du Combat